# إيسوجني
إيسوجني ( فالدوتان : ايسويغن ؛ إيسيم والسير ) هي كومونا في منطقة وادي أوستا في شمال غرب إيطاليا ، ويبلغ عدد سكانها 1422 نسمة وتشتهر بقلعة إيسوجن ومصانع النبيذ، ويتم إنتاج حوالي 70٪ من النبيذ المحلي من عنب نيبيولو الأحمر ، وهو موطنه الأصلي منطقة بيدمونت المجاورة.

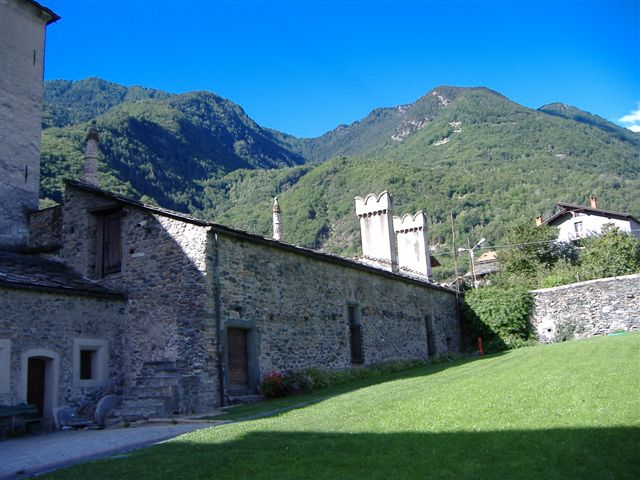
قلعة إيسوجني